# 密鋪

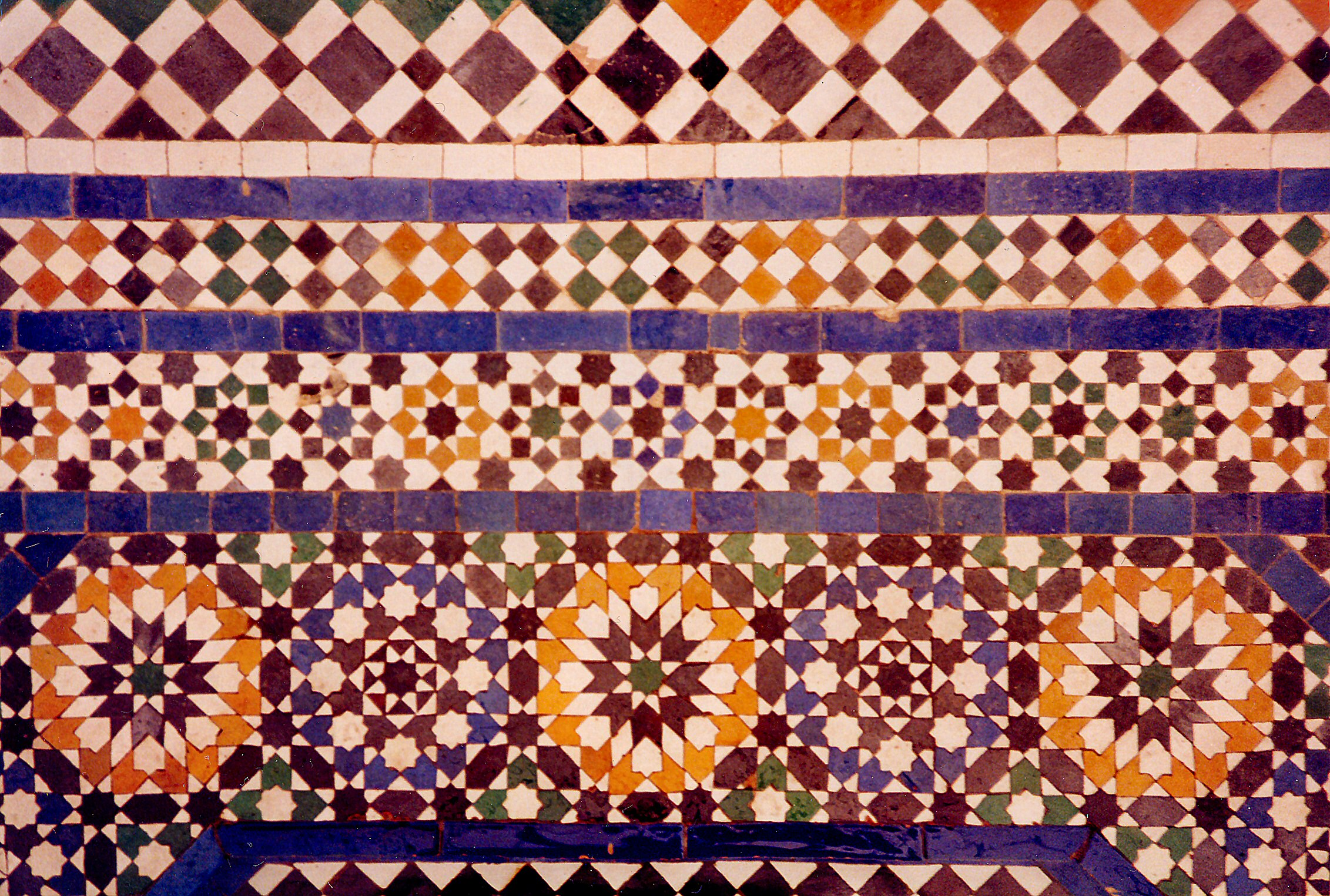
馬拉喀什的瓷磚是一種邊對邊的密鋪，混合著正密鋪、半正密鋪和其它密鋪

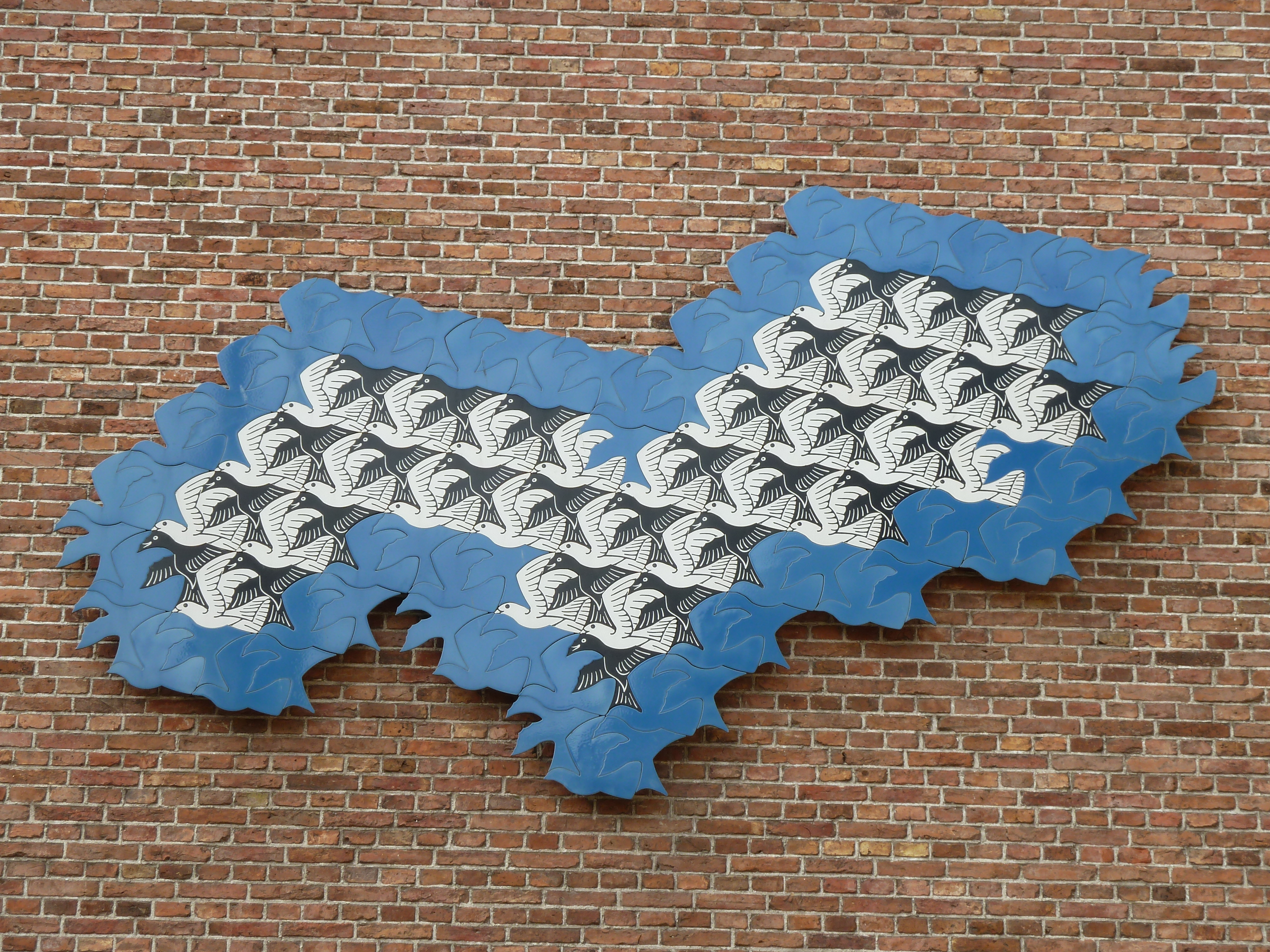
M. C.埃舍爾在呂伐登慶祝的牆壁雕塑藝術鑲嵌

密鋪（Tessellation）或稱平面填充、細分曲面（subdivision surface），是指把一些較小的表面填滿一個較大的表面而不留任何空隙。在數學上，密鋪可以推廣到更高的維度，稱為空間填充。 
有規律的密鋪具有周期性的重複模式，較特殊的種類有平面正密鋪由正多邊形組成，而且是由同一種形狀獨立完成整個密鋪，和平面半正密鋪與不完全正密鋪用不只一個正多邊形完成密鋪，前者在每個角落都有相同配置，後者則是周期性的重複模式。有規律的密鋪形成的圖案可分為17組（壁紙群）。缺乏重複圖案的密鋪被稱為「非週期密鋪」。非週期性平鋪使用一些較小的表面填滿一個較大的表面而不留任何空隙，但由於每一片的形狀皆不相同，以致無法形成重複圖案。有時可用在面積上計算圖案的大小。

## 在幾何學中
在幾何學中的平面密鋪分為規則鑲嵌和不規則鑲嵌二種，規則鑲嵌即重複組合一種或多種不同的圖形，由正多邊形組成的可以分為正鑲嵌、半正鑲嵌和不均勻半正鑲嵌和複合多邊形鑲嵌等種類。

正三角形鑲嵌，一種正鑲嵌
正方形鑲嵌，一種正鑲嵌
正六邊形鑲嵌，一種正鑲嵌
扭稜六邊形鑲嵌，一種半正鑲嵌
截半六邊形鑲嵌，一種半正鑲嵌
異扭稜正方形鑲嵌，一種半正鑲嵌
扭稜正方形鑲嵌，一種半正鑲嵌
小斜方截半六邊形鑲嵌，一種半正鑲嵌
截角正方形鑲嵌，一種半正鑲嵌
截角六邊形鑲嵌，一種半正鑲嵌
大斜方截半六邊形鑲嵌，一種半正鑲嵌
截半截角正方形鑲嵌，一種不完全正鑲嵌
扭稜截半六邊形鑲嵌，一種不完全正鑲嵌
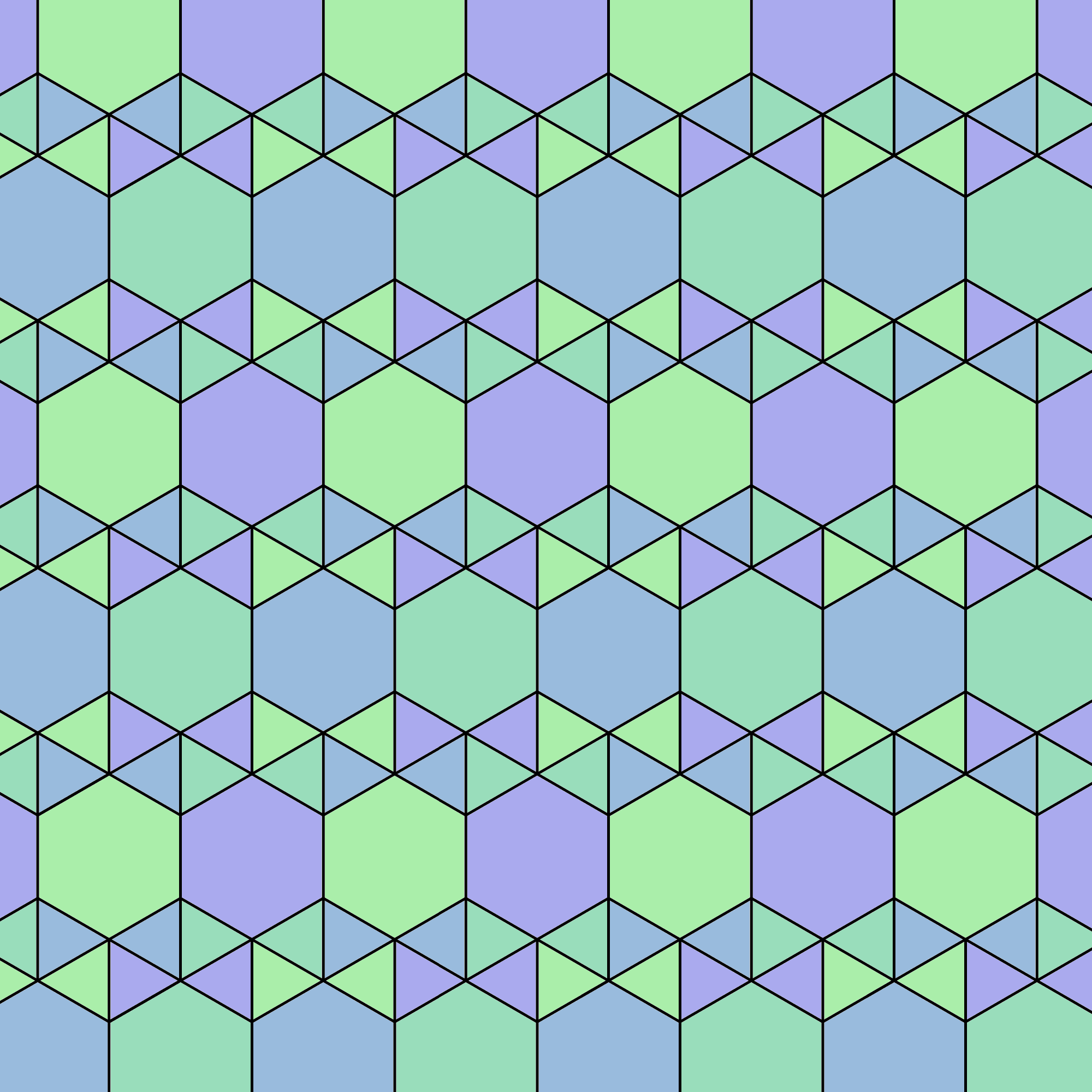
異扭稜六邊形鑲嵌，一種不完全正鑲嵌
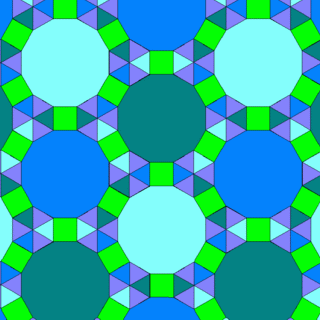
六角化大斜方截半六邊形鑲嵌，一種不完全正鑲嵌
同相截半六邊形柱鑲嵌，一種不完全正鑲嵌

另外也存在非歐幾里得空間的密鋪，如正七邊形鑲嵌、七階三角形鑲嵌等。

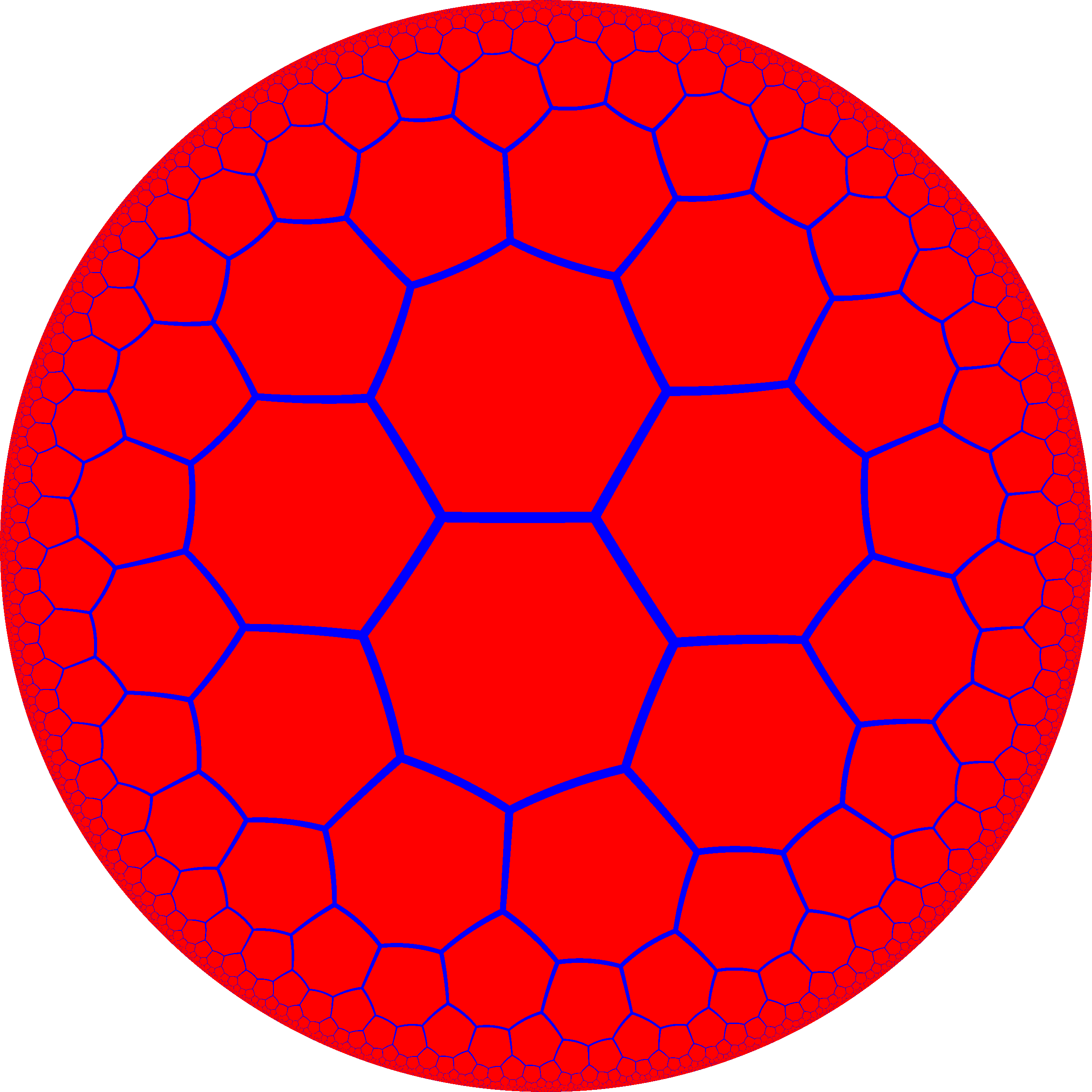
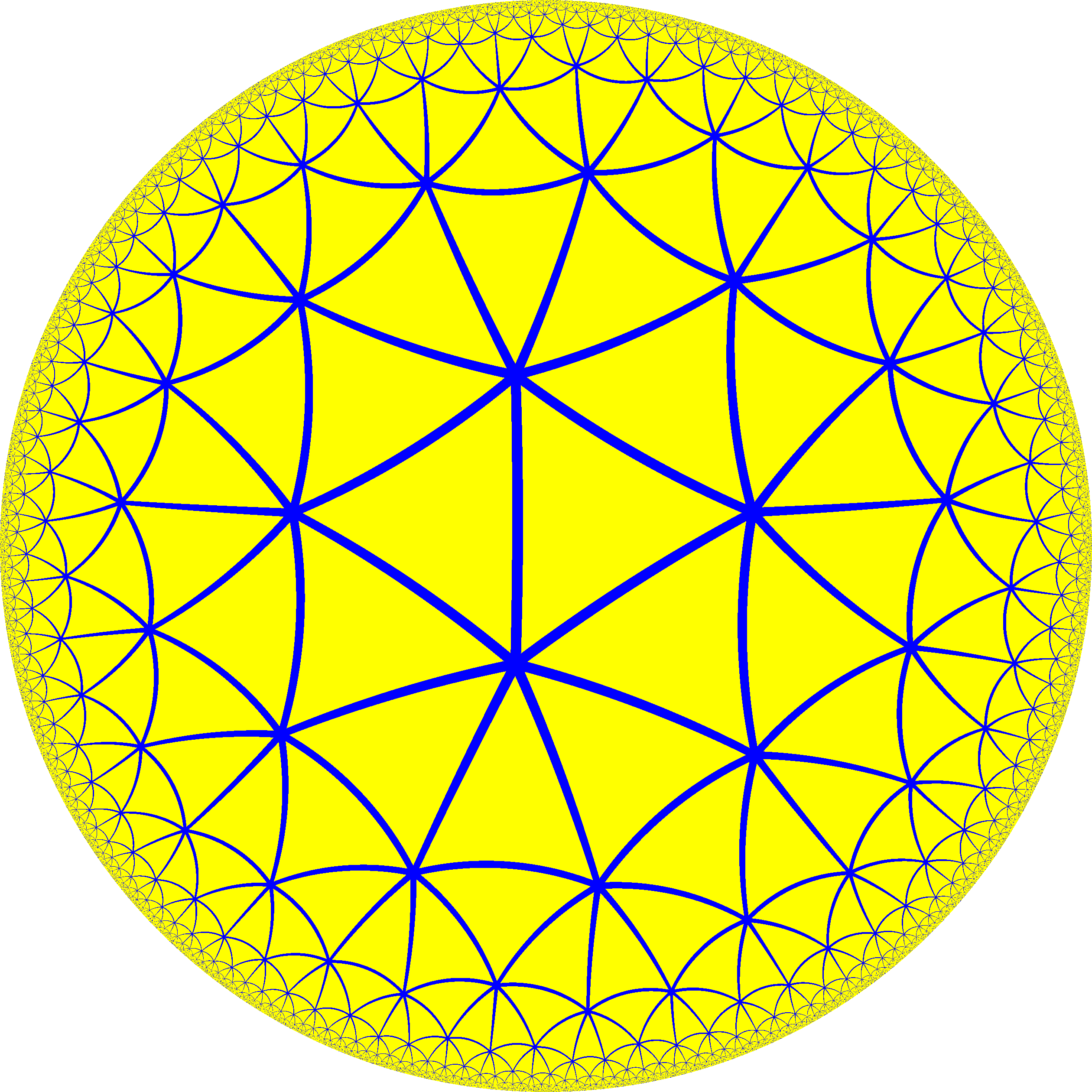

## 在電腦圖學中

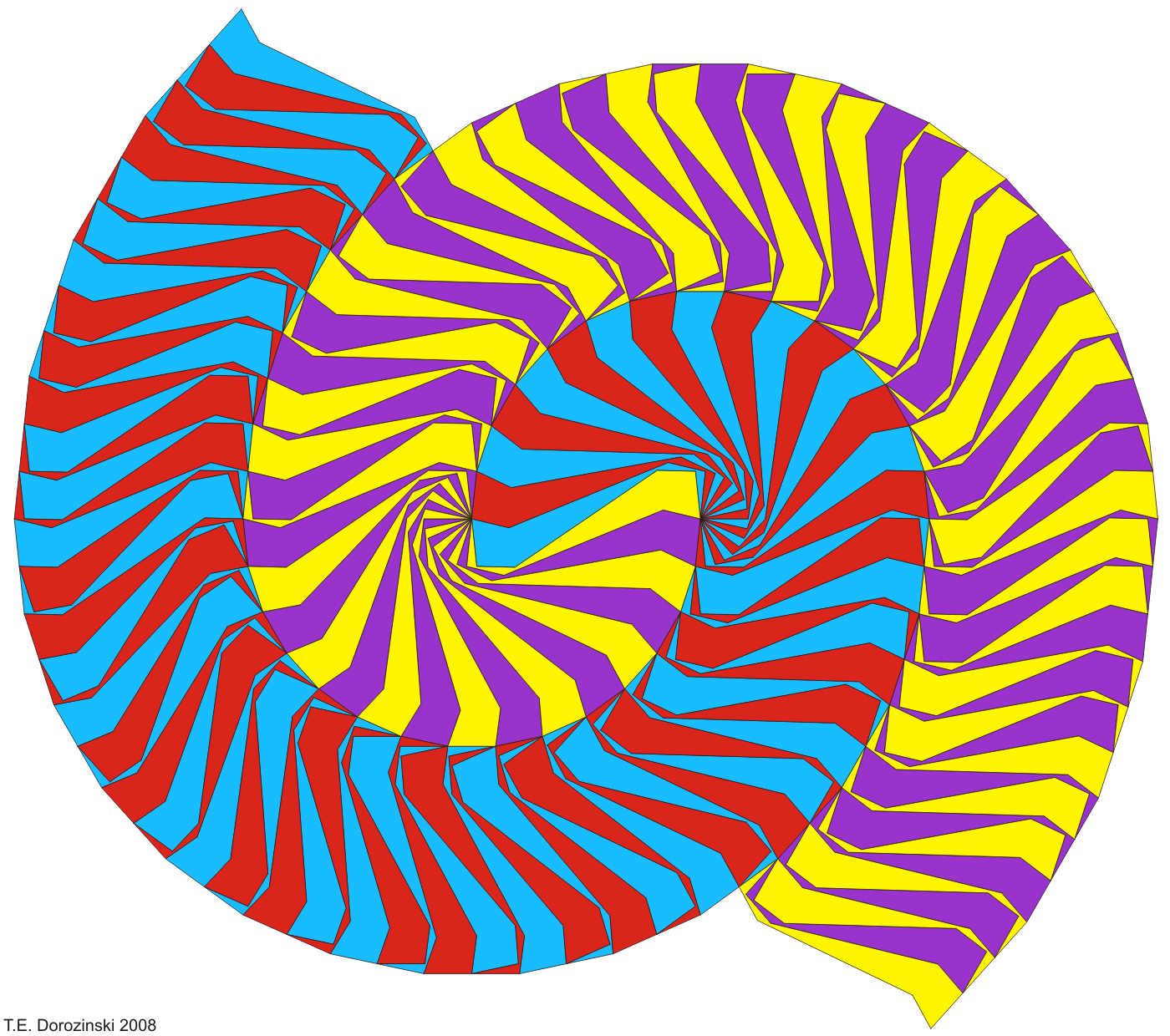
Voderberg。著名的螺旋充填。

「 Tessellation 」一詞原意是鑲嵌，是一種細分曲面的技術，可以快速讓成像3D的小三角型快速增加。目前GPU內透過 Programmable Tessellator 來實現細分曲面，使得渲染對象的表面和邊緣更平滑，物件呈現更為精細。ATi-AMD自2001年研發Tessellation，为微软Xbox360研发的GPU已部分支持此技术，2007年的R600（Radeon HD 2000系列）通过私有方案支援鑲嵌技術。
DirectX 已實作出Tessellation, DirectX 11在繪圖流程內新增Hull Shader、Tessellator及Domain Shader三個部分來實現Tessellation. Hull Shader將瑣碎的資料（patches, 由quad mesh計算取得）作調整後傳給Tessellator, Tessellator據此產生大量的點，最後Domain Shader將點轉換成頂點。OpenGL提供了RT-Patch Tessellation的支援。

## 例子

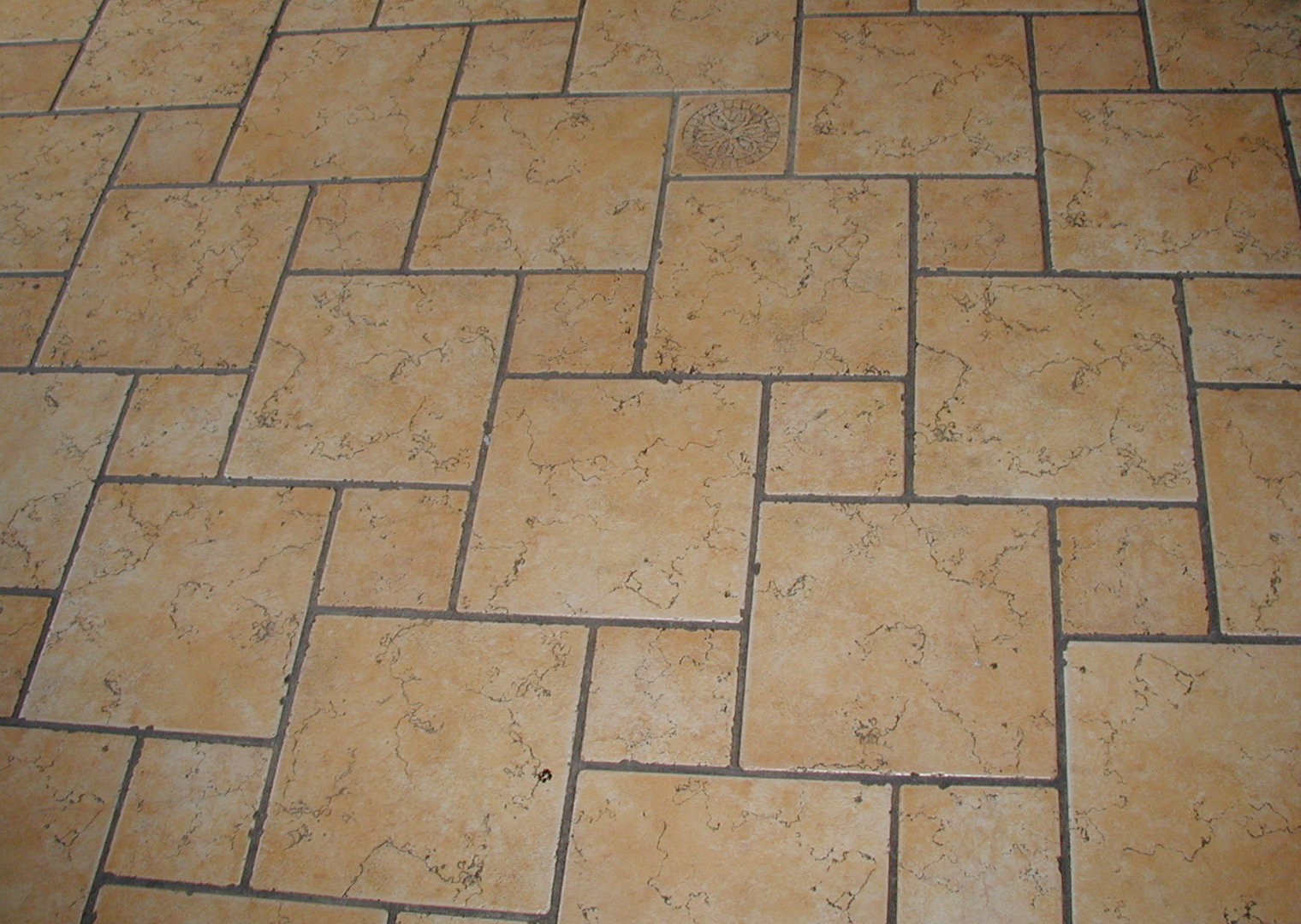
等角週期平鋪，每個形狀毗鄰的任何邊緣正好能擺入另一種尺寸的形狀。
正三角形鑲嵌
扭稜六邊形鑲嵌
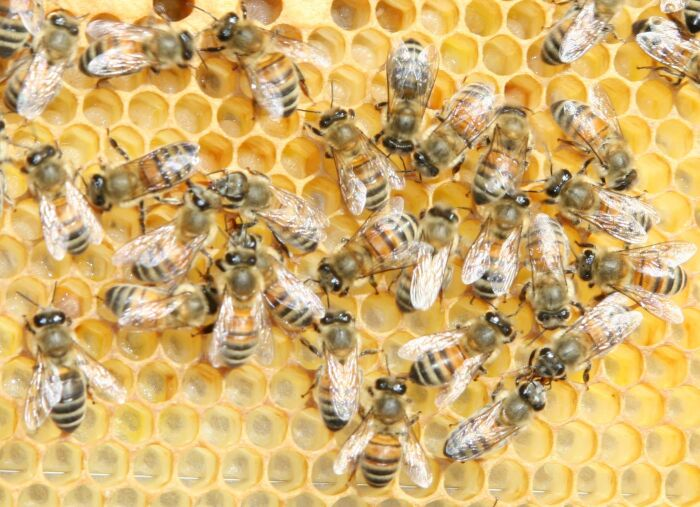
蜂窩，一種自然的密鋪結構
潘路斯密铺（Penrose tiling），包含多種對稱性，但它永遠無法週期性重複。
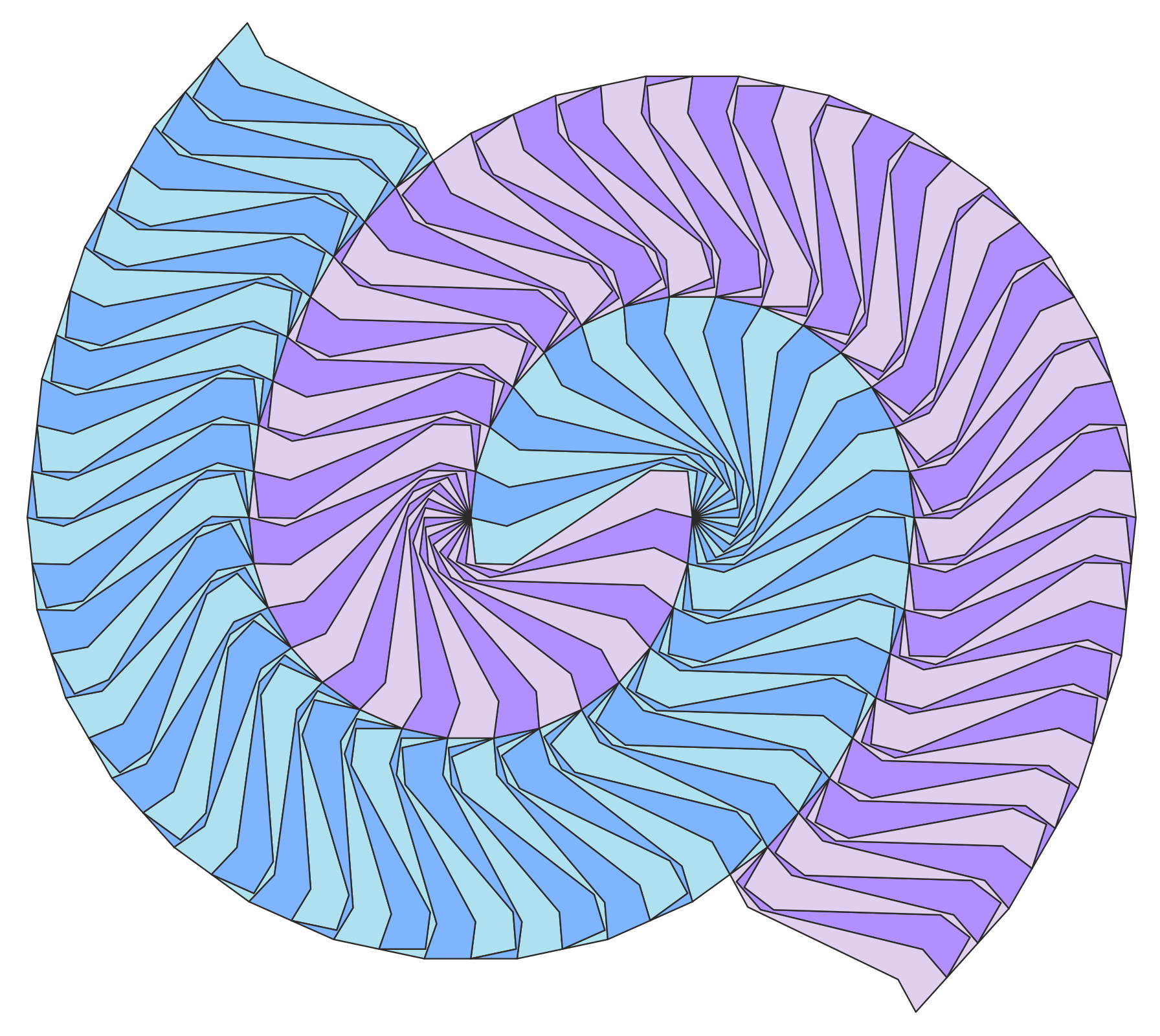
沃德格鑲嵌（英语：Voderberg tiling），是一種著名的螺旋充填，由九邊形製成的一面體鑲嵌。
沃羅諾伊密鋪

### 引用
1. ↑  奧斯朋出版編輯群, 陳昭蓉譯. . 台北市: 天下遠見出版社. 2006: P.36. ISBN 9864176145.
2. ↑  曲面细分驱动解析 （页面存档备份，存于） tech.sina.com.cn [2014-8-2]

## 外部連結
- Interactive Girih Tiles - Tessellation
- K-12 Tessellation Lesson
- Tilings Encyclopedia（页面存档备份，存于） - Reference for Substitution Tilings
- Math Forum Tessellation Tutorials（页面存档备份，存于） - make your own
- Mathematical Art of M. C. Escher - tessellations in art
- The 14 Different Types of Convex Pentagons that Tile the Plane（页面存档备份，存于）
- Tiling Plane & Fancy（页面存档备份，存于） at Southern Polytechnic State University
- Grotesque Geometry, Andrew Crompton（页面存档备份，存于）
- Tessellations.org - many examples and do it yourself tutorials from the artistic, not mathematical, point of view（页面存档备份，存于）
- Tessellation.info A database with over 500 tessellations categorized by artist and depicted subjects（页面存档备份，存于）
- Tiles and Tessellations（页面存档备份，存于）
- Semiregular pattern - This pattern can describe a collapsing cylinder
- Hyperbolic Tessellations（页面存档备份，存于）, David E. Joyce, Clark University
- Some Special Radial and Spiral Tilings
- 真DX11架构 Tessellation技术深度解析 硬派中文网